# Sinistra Comunista di Spagna
La Sinistra Comunista di Spagna (Izquierda Comunista de España, ICE) fu un partito politico comunista di ispirazione trotzkista spagnolo. Fondato nel maggio del 1931, il partito aveva come principale esponente Andrés Nin, fu affiliato all'Opposizione Internazionale di Sinistra e aveva come organo di stampa il periodico El Soviet.
Il 26 settembre del 1935, si fuse con il Blocco Operaio e Contadino (Bloque Obrero y Campesino, BOC) per andare a formare il Partito Operaio di Unificazione Marxista (Partido Obrero de Unificación Marxista, POUM).
| Controllo di autorità | VIAF (EN) 154439690 |